# Amiloidosi atriale isolata
L'amiloidosi atriale isolata è una forma di amiloidosi che colpisce elettivamente gli atri cardiaci.
È associata all'accumulo di peptide natriuretico atriale.
Può causare aritmie.